# Vanceburg
Vanceburg è un comune degli Stati Uniti d'America, situato nello Stato del Kentucky, nella contea di Lewis, della quale è il capoluogo.